# حوزه انتخابیه فلاورجان
حوزهٔ انتخابیه فلاورجان یکی از حوزه‌های استان اصفهان برای انتخابات مجلس شورای اسلامی است. این حوزه به مرکزیت فلاروجان ۱ نماینده دارد. در انتخابات دهمین دوره مجلس شورای اسلامی، سید ناصر موسوی لارگانی توانست با کسب ۵۶٬۲۰۸ رای برای سومین بار به مجلس شورای اسلامی راه پیداکند.

## نمایندگان

### دورۀ دهم
1. سید ناصر موسوی لارگانی[۱]

## پی‌نوشت و منبع
1. 1 2  «فارس گزارش می‌دهد
مجلس دهم در «راند» دوم تکمیل شد/ اصولگرایان و اصلاح طلبان چند کرسی در مجلس آینده دارند؟ + جدول». خبرگزاری فارس. 1392/02/11. بایگانی‌شده از اصلی در 13 سپتامبر 2016. دریافت‌شده در 1395/06/23. تاریخ وارد شده در |بازبینی=،|تاریخ= را بررسی کنید (کمک)

- «جدول حوزه‌های انتخابیه در انتخابات نهمین دورهٔ مجلس شورای اسلامی» (PDF). مرکز پژوهش و سنجش افکار صدا و سیما. بایگانی‌شده از اصلی (PDF) در ۵ اكتبر ۲۰۱۸. دریافت‌شده در ۱۷ مارس ۲۰۱۶. تاریخ وارد شده در |archive-date= را بررسی کنید (کمک)